# Super Bowl XLV
Super Bowl XLV je bio završna utakmica 91. po redu sezone nacionalne lige američkog nogometa. U njoj su se sastali pobjednici NFC konferencije Green Bay Packersi i pobjednici AFC konferencije Pittsburgh Steelersi. Pobijedili su Packersi rezultatom 31:25, te tako osvojili svoj trinaesti naslov prvaka, četvrti u eri Super Bowla.
Utakmica je odigrana na Cowboys Stadiumu u Arlingtonu u Texasu, kojem je to bilo prvo domaćinstvo Super Bowla.

## Tijek utakmice
| Četvrtina | Vrijeme | Momčad | Informacija o promjeni rezultata                                                                 | Rezultat | Rezultat |
| Četvrtina | Vrijeme | Momčad | Informacija o promjeni rezultata                                                                 | Packers  | Steelers |
| --------- | ------- | ------ | ------------------------------------------------------------------------------------------------ | -------- | -------- |
| 1         | 3:44    | GB     | touchdown dodavanjem (Rodgers-Nelson), uspješan pokušaj za dodatni poen (Crosby)                 | 7        | 0        |
| 1         | 3:20    | GB     | touchdown nakon osvojene lopte (Collins), uspješan pokušaj za dodatni poen (Crosby)              | 14       | 0        |
| 2         | 11:08   | PIT    | field goal (Suisham)                                                                             | 14       | 3        |
| 2         | 2:24    | GB     | touchdown dodavanjem (Rodgers-Jennings), uspješan pokušaj za dodatni poen (Crosby)               | 21       | 3        |
| 2         | 0:39    | PIT    | touchdown dodavanjem (Roethlisberger-Ward), uspješan pokušaj za dodatni poen (Suisham)           | 21       | 10       |
| 3         | 10:19   | PIT    | touchdown probijanjem (Mendenhall), uspješan pokušaj za dodatni poen (Suisham)                   | 21       | 17       |
| 4         | 11:57   | GB     | touchdown dodavanjem (Rodgers-Jennings), uspješan pokušaj za dodatni poen (Crosby)               | 28       | 17       |
| 4         | 7:34    | PIT    | touchdown dodavanjem (Roethlisberger-Wallace), uspješan pokušaj za dva dodatna poena (Randle El) | 28       | 25       |
| 4         | 2:07    | GB     | field goal (Crosby)                                                                              | 31       | 25       |

## Statistika utakmice

### Statistika po momčadima
| Statistika                                                      | Green Bay Packers | Pittsburgh Steelers |
| --------------------------------------------------------------- | ----------------- | ------------------- |
| Prvih pokušaja                                                  | 15                | 19                  |
| Ukupno osvojenih jardi                                          | 338               | 387                 |
| Broj napada probijanjem                                         | 13                | 23                  |
| Ukupno jardi osvojenih probijanjem                              | 50                | 126                 |
| Broj napada s kompletiranim dodavanjem/ukupno napada dodavanjem | 24/39             | 25/40               |
| Ukupno jardi osvojenih dodavanjem                               | 288               | 261                 |
| Izgubljenih lopti                                               | 0                 | 3                   |
| Prekršaji (izgubljenih jardi)                                   | 7 (67)            | 6 (55)              |
| Vrijeme posjeda lopte (min:s)                                   | 26:35             | 33:25               |

### Statistika po igračima

#### Najviše jardi dodavanja
| Quarterback              | Dodavanja* | Yds** | TD*** | Int**** |
| ------------------------ | ---------- | ----- | ----- | ------- |
| Aaron Rodgers (GB)       | 24/39      | 304   | 3     | 0       |
| Ben Roethlisberger (PIT) | 25/40      | 263   | 2     | 2       |

#### Najviše jardi probijanja
| Igrač                    | Pokušaja* | Yds** | TD*** |
| ------------------------ | --------- | ----- | ----- |
| James Starks (GB)        | 11        | 52    | 0     |
| Rashard Mendenhall (PIT) | 14        | 63    | 0     |

#### Najviše uhvaćenih jardi dodavanja
| Igrač              | Dodavanja* | Yds** | TD*** |
| ------------------ | ---------- | ----- | ----- |
| Jordy Nelson (GB)  | 9/15       | 140   | 1     |
| Mike Wallace (PIT) | 9/16       | 89    | 1     |

Napomena: * - broj kompletiranih dodavanja/ukupno dodavanja, ** - ukupno jardi dodavanja, *** - broj touchdownova (polaganja), **** - broj izgubljenih lopti